# Calamus latispinus
Calamus latispinus är en enhjärtbladig växtart som beskrevs av Friedrich Anton Wilhelm Miquel. Calamus latispinus ingår i släktet Calamus och familjen Arecaceae. Inga underarter finns listade i Catalogue of Life.